# 胡應詔
胡應詔（？年—？年），號鳳銜，江西临江府新淦县人。明朝末年政治人物。

## 生平
萬曆四十年（1612年）壬子科江西乡试舉人，崇祯四年（1631年）辛未科进士。工部观政，授益阳县知县，七年考察，八年起补南直隶黟县知县。